# 인간 사냥
인간 사냥(Man Hunt)은 미국에서 제작된 프리츠 랑 감독의 1941년 드라마, 스릴러 영화이다. 월터 피전 등이 주연으로 출연하였다.

## 출연

### 주연
- 월터 피전
- 조안 베넷

### 조연
- 조지 샌더스
- 존 캐러딘